# Polská Orava

Region Polská Orava

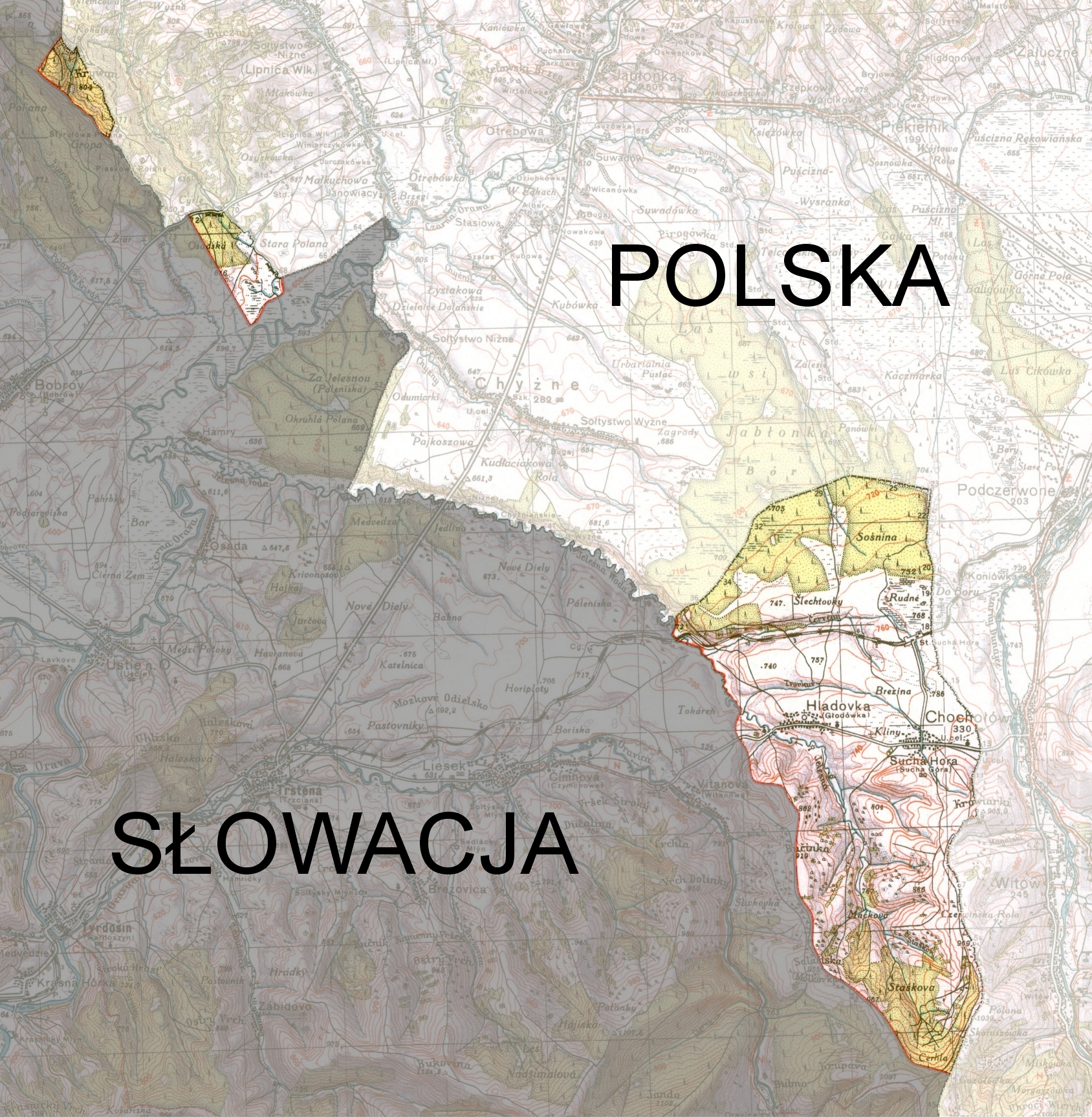
Území Oravy získané Polskem 1. prosince 1938 na základě Mnichovské dohody

Polská Orava (region Čierna Orava) je region na jihu Polska v Malopolském vojvodství v okrese Nowy Targ. V minulosti do tohoto regionu patřily i slovenské obce Suchá Hora a Hladovka, které v současnosti patří pod slovenský okres Tvrdošín.

## Charakteristika
Polská Orava je z jihu a západu ohraničená polsko-slovenskou hranicí, a ze severu a východu bývalou uherskou-polskou (haličskou) hranicí. Rozloha polské Oravy je 389 km².

## Osady polské Oravy
- Gmina Jabłonka:
  - Chyżne
  - Jabłonka
  - Jabłonka-Bory (v minulosti nebyla samostatnou obcí)
  - Lipnica Mała
  - Orawka
  - Podwilk
  - Zubrzyca Dolna
  - Zubrzyca Górna

- Gmina Czarny Dunajec (Čierny Dunajec):
  - Piekielnik
  - Podszkle

- Gmina Lipnica Wielka (Vyšná Lipnica)

V současnosti má osady Bartoszowa Polana, Lipnica Wielka, Kiczory (samostatná obec od 1. ledna 1984, 14. obec Oravy), Leśniczówka na Lniarce (osada), Śmietanowa (myslivna).
- Gmina Raba Wyżne:
  - Podsarnie
  - Harkabuz
  - Bukowina-Osiedle

## Národnostní složení obcí podle uherského sčítání 1910
Sčítání obyvatelstva v Uhrách roce 1910 zjišťovalo mimo jiné národnostní strukturu obyvatelstva. Obyvatelé však neodpověděli na to, jaké jsou národnosti, ale jaký je jejich mateřský jazyk. Census zjišťoval sedm jazyků: maďarský, německý, slovenský, rumunský, rusínský, chorvatský a srbský, přičemž sčítací list obsahoval i kolonku jiný, takže polština nebyla v Uhersku předmětem zjišťování. Zatímco obyvatelé polské Spiše za svůj mateřský jazyk označili slovenštinu, obyvatelé polské Oravy označili většinou jako svůj mateřský jazyk jiný, přičemž samotný sčítací list v poznámce uvádí, že jde převážně o polské obyvatelstvo. Následující tabulka ukazuje složení obyvatelstva podle mateřského jazyka:
| obec             | Slováci | Maďaři | Němci | Rusíni | Chorvati | jiní |
| ---------------- | ------- | ------ | ----- | ------ | -------- | ---- |
| Lipnica Mała     | -       | 9      | 22    | -      | -        | 2603 |
| Zubrzyca Dolna   | 8       | -      | -     | -      | -        | 834  |
| Bukowina-Osiedle | 5       | 2      | 16    | -      | -        | 703  |
| Chyżne           | 46      | 39     | 5     | -      | -        | 1107 |
| Lipnica Wielka   | 5       | 3      | 19    | -      | -        | 1546 |
| Zubrzyca Górna   | 25      | 9      | 26    | -      | -        | 1285 |
| Harkabuz         | -       | 20     | 6     | -      | -        | 309  |
| Jabłonka         | 38      | 36     | 51    | -      | -        | 2588 |
| Orawka           | 4       | 3      | 2     | -      | -        | 620  |
| Piekielnik       | 7       | 16     | 4     | -      | -        | 1212 |
| Podwilk          | 13      | 17     | 53    | -      | -        | 1188 |
| Podsarnie        | 9       | 2      | 4     | -      | -        | 414  |

## Historie

### Zánik Rakousko-Uherska
Po rozpadu Rakousko-Uherska a vzniku samostatného Československa roku 1918 mělo Polsko zájem získat Čadčiansko-slúžnovský okres na Kysucích, Námestovský a Trstenský na Oravě a Spišskostaroveský na Spiši a území Spišské župy až po řeku Poprad, přičemž česko-slovensko-polská hranice by vedla po jižních svazích Vysokých Tater. Polští vojáci obsadili Spiš 6. listopadu 1918, ale po porážce u Kežmarku 8. prosince 1918 byli přinuceni ustoupit. V červnu 1919, kdy část Slovenska okupovala maďarská Rudá armáda a na části území vyhlásila loutkovou Slovenskou republiku rad, polští vojáci opět vtrhli na Slovensko a obsadili severní Spiš a severní Oravu. Po bojích mezi polskou armádou a česko-slovenskými legionáři a dobrovolníky a na nátlak dohodových velmocí se Polsko muselo opět stáhnout za původní uhersko-haličskou hranici, přičemž dohodové velmoci rozhodly o uspořádání plebiscitu jen ve sporných obcích Oravy a Spiše. Navzdory dohodě o uspořádání plebiscitu ve sporných obcích, ministr zahraničí Edvard Beneš podepsal s Polskem na Konferenci ministrů v Spa (Belgie) smlouvu o hranicích, kterou Polsku připadlo 13 spišských vesnic o rozloze 195 km² s 8 747 obyvateli a 12 oravských vesnic (město Jablonka a okolí, 389 km² s 16 133 obyv.), jejichž obyvatelé byli téměř výhradně Slováci, resp. se za ně považovali (jelikož šlo převážně o goralské obyvatelstvo). Dohodové velmoci chtěly tímto uhasit jeden hrozící konflikt ve střední Evropě, neboť samotné Polsko bylo v té době ve válce s ruskou Rudou armádou, která ohrožovala Varšavu. Tímto však zůstal pocit neuspokojení na obou stranách: polské z důvodu ztráty části Těšínska a Javoriny s okolím a Slovenska, resp. jeho tehdejších reprezentantů i samotného obyvatelstva tím, že nebylo umožněno Slovákům zůstat žít v Československu.
Polsko však nadále požadovalo další území okolo Tatranské Javoriny (včetně samotné obce) a Ždiaru, přičemž za Poláky považovalo všechno goralské obyvatelstvo usídlené na slovenském území přes jeho přesvědčení. Diplomatický konflikt byl vyřešen až na Konferenci Ligy národů 12. března 1924, která rozhodla, že ČSR si ponechá území Ždiaru a Tatranské Javoriny a vymění si území okolo Vyšné Lipnice (a zbytek obce) na Oravě za vesnice Suchá Hora a Hladovka (také na Oravě), které byly původně přisouzeny Polsku. Nové hranice byly potvrzeny Československo-polskou smlouvou ze dne 24. dubna 1925 a jsou totožné s dnešní hranicí. Polsko však přesto zůstalo během celého meziválečného období nespokojené s novými hranicemi a stále mělo zájem o získání části českého Těšínska a některých obcí severního Slovenska, což se mu nakonec podařilo, ve spolupráci s Německem a Maďarskem při zničení Československa, v roce 1938.
23. prosince 1920 byl vytvořen na území polské Oravy a Spiše Spišsko-oravský okres (Powiat spisko-orawski) v rámci krakovského vévodství. Sídlem okresu bylo město Nowy Targ ležící mimo jeho území. Expozitury starosty byly pro Oravu v Jablonce a pro Spiš ve Vyšných Lapších. Na území okresu žilo téměř 24 tisíc obyvatel, rozloha okresu byla 583 km². V roce 1924 se území okresu zmenšilo o obce Suchá Hora a Hladovka vrácené Československu. Spišsko-oravský okres byl zrušen 1. července 1925 a včleněn do Novotarského okresu (Powiat nowotarski).

### 1938-1945
V říjnu 1938, v předvečer 2. světové války, Polsko v důsledku Mnichovské dohody a vídeňské arbitráže obsadilo severní části Slovenska v okolí Suché Hory, Hladovky a Javoriny (včetně samotných obcí), jakož i území kolem Lesnice (včetně samotné obce) v Pieninách, lázně Smerdžonka (dnes lázně Červený Kláštor), která byla Slovensku nakonec ponechána a části obcí Černé, Skalité a Svrčinovec na Kysucích severně od železnice, malé zalesněné území kolem obce Cigeľka, malý pás území blíže Lupkowa východně od Medzilaboriec a taktéž malé území kolem hranic podél řeky Poprad při Medzibrodí, Sulíne (spolu s pramenem Sulínka a výběžkem Lopata) a Legnave a Dunajec při Spišské Staré Vsi, který se ocitl celý na území Polska, přičemž hranice vedla mezi řekou a státní cestou do Červeného Kláštera (oficiálně získaly tato území 1. prosince 1938, podepsáním delimitačních protokolů mezi ČSR a Polskem v Zakopaném). Po vypuknutí 2. světové války Slovensko, spolu s Německem a Sovětským svazem, napadlo Polsko, ačkoli role Slovenské armády byla jen symbolická. Výměnou za to získalo zpět území ztracené roce 1938 a také území ztracené roce 1920. K opětovnému připojení území oficiálně došlo 24. listopadu 1939.
V lednu 1945 bylo toto území osvobozeno Rudou armádou. Obyvatelé celé Spiše a Oravy (včetně území ztracených v letech 1920-1924) vytvořili instituce podobné institucím ve zbylém Československu (samostatné Slovensko opět přestalo existovat) a odolávali polským úřadům, které se snažily obsadit tato území a obnovit státní hranice v podobě před rokem 1938. Československý prezident Edvard Beneš se však rozhodl v rámci své koncepce obnovy předmnichovských hranic tento region znovu vydat Polsku (smlouva byla podepsána 20. května 1945) navzdory výsledku plebiscitu konaného pod dohledem sovětské Rudé armády, ve kterém až 98 % tamních obyvatel vyjádřilo touhu zůstat žít v Československu. Proti tomuto rozhodnutí protestovali u prezidenta mnohé delegace, petice byly posílány do Prahy i do Varšavy, protestovali i američtí Slováci a slovenský klérus. 20. května 1945 však byla obnovena předválečná hranice.

### Po 2. světové válce
Polští vojáci obsadili severní Spiš a Oravu 17. května 1945 a začali odtud vyhánět slovenské úředníky, klérus a učitele. Následovaly přepady a perzekuce vůči slovenským obyvatelům anektovaných území, v čemž vynikal zejména polský antikomunista, partyzán a terorista Józef Kuras Ogień. Stejně se tam objevily i ozbrojené srážky, při kterých bylo několik Slováků zabito. Výsledkem těchto perzekucí byl útěk asi 6 000 Slováků (25 % tamní populace) z Oravy a Spiše. Slováci z „polské“ Spiše se usadili převážně v Kežmarku, Svitu a Popradu, zamagurských obcích a obcích po vyhnaných Němcích. Slováci z „polské“ Oravy se usadili převážně na jižním Slovensku (kde například Slováci z Velké Lipnice dosídlili obec Torč, která se v roce 1948 přejmenovala na Novou Lipnici a od roku 1974 je součástí obce Dunajská Lužná), Slezsku a českých Sudetech. Až 10. března 1947 (po zdlouhavých jednáních) byla mezi ČSR a polském podepsána dohoda zaručující základní práva Slovákům v Polsku. Následně bylo otevřeno 41 slovenských základních škol a jedna střední škola (lyceum) v Jablonce. Na začátku 60. let však byla většina z nich zrušena.
Od 1. ledna 1999 je polská Orava rozdělena do čtyř gmin (obcí), z nichž pouze gminy Jablonka a Vyšná Lipnica leží pouze na území polské Oravy.
Ve školním roce 2011/2012 bylo v Polsku 5 slovenských školek s 22 žáky, 6 základních škol se 145 žáky a 3 gymnázia (pro žáky ve věku 13-16 let) s 29 žáky, celkem tedy 196 žáků. Oproti ročníku 2009/2010 přibyly 2 školky, počet žáků byl v ročníku 2009/2010 217 a v následujícím 197. Ve školním roce 2005/2006 se slovenštinu učilo 279 žáků.
Počet etnických Slováků v zemi se odhaduje na 10-20 tisíc, ale při polském sčítání lidu z roku 2002 se k slovenské mateřské řeči přihlásilo pouze 1710 lidí, protože národnost se v Polsku při tomto sčítání lidu nezjišťovala, z nichž slovenštinou v domácnosti mluvilo jen 791 obyvatel.
Při sčítání lidu v roce 2011 se k české národnosti jako první přihlásilo 2000 obyvatel, slovenskou národnost jako druhou uvedlo dalších 1000 obyvatel.

## Turistika
Mezi zajímavosti regionu patří výstup na Babí horu a Oravskou Maguru.